# Estland i olympiska sommarspelen 1992
Estland deltog i de olympiska sommarspelen 1992 med en trupp bestående av 37 deltagare, och totalt blev det två medaljer.

## Bordtennis
Herrsingel
- Igor Solopov
  - Omgång 1: förlorade mot Kang Hee-Chan  Sydkorea med 0:2
  - Omgång 2: besegrade Mourad Sta  Tunisien med  2:0
  - Omgång 3: förlorade mot Jan-Ove Waldner  Sverige med 0:2 (→ gick inte vidare)

## Brottning
Grekisk-romersk stil
Lättvikt, grekisk-romersk stil
- Valeri Nikitin
  - Omgång 1: Besegrade Kim Sung-Moon  Sydkorea efter domarbeslut 9:6
  - Omgång 2: Förlorade mot Abdollah Chamangoli  Iran efter domarbeslut 5:7
  - Omgång 3: Förlorade mot Islam Dougoutchiev  OSS efter domarbeslut 0:4 (→ gick inte vidare)

Tungvikt, grekisk-romersk stil
- Helger Hallik
  - Omgång 1: Besegrade Jörgen Olsson  Sverige efter domarbeslut 1:0
  - Omgång 2: bye
  - Omgång 3: Förlorade mot Andrzej Wroński  Polen efter domarbeslut 0:2
  - Omgång 4: Förlorade mot Dennis Koslowski  USA efter domarbeslut 0:2
  - Match for 9th place: Förlorade mot Miloš Govedarica  Oberoende olympiska deltagare efter domarbeslut 0:2 (→ 10:e plats)

Fristil
Lättvikt, fristil
- Küllo Kõiv
  - Omgång 1: Förlorade mot Georg Schwabeland  Tyskland efter domarbeslut 2:4
  - Omgång 2: Förlorade mot Ko Young-ho  Sydkorea efter domarbeslut 1:3 (→ gick inte vidare)

Tungvikt, fristil
- Arvi Aavik
  - Omgång 1: Besegrade Manabu Nakanishi  Japan genom fall 3.03
  - Omgång 2: Förlorade mot Subhash Verma  Indien efter domarbeslut 0:3
  - Omgång 3: Förlorade mot Heiko Balz  Tyskland efter domarbeslut 0:3
  - Omgång 4: Förlorade mot Kazem Gholami  Iran efter domarbeslut 4:8 (walkover) (→ gick inte vidare)

## Bågskytte
Herrarnas individuella
- Raul Kivilo – Rankningsrunda: (90m-262; 70m-320; 50m-321; 30m-342) 1245 (0–0) (→ gick inte vidare, 52:e plats)

## Cykling
Landsväg
Herrarnas linjelopp
- Lauri Aus – 4:35,56 (→ 5:e plats)
- Raido Kodanipork – 4:35,56 (→ 9:e plats)

Bana
Damernas sprint
- Erika Salumäe – (→  Guld)

## Friidrott
Herrarnas stavhopp
- Valeri Bukrejev – Kvalgrupp A: 9:a 5,40 o; 5,50 xxo ; 5,55 xxx (→ gick inte vidare, 18:e plats)

Herrarnas släggkastning
- Jüri Tamm – Kvalgrupp A: 2:a 78,16 m, 4:a totalt; Final: 77,52 m (→ 5:e plats)

Herrarnas tiokamp
- Andrei Nazarov – (11,03; 7,13; 13,11; 2,09; 49,07; 14,60; 44,58; 4,80; 54,56; 4:26,19) Slutligt resultat: 8052 poäng (→ 14:e plats)

- Erki Nool – (11,08; 7,79; 12,14; 1,97; 49,76; 15,95; 35,42; 5,00; DNF) Slutligt resultat: fullföljde inte (→ ingen placering)

Damernas sjukamp
- Anu Kaljurand – (13,64; 1,73; 12,83; 25,29; 6,35; 47,42; 2:19,61) Slutligt resultat: 6095 poäng (→ 17:e plats)

## Fäktning
Herrarnas värja
- Kaido Kaaberma (→ 4:e plats)
  - Semifinal: förlorade mot Éric Srecki  Frankrike by 0:2
  - Bronsmatch: förlorade mot Jean-Michel Henry  Frankrike by 0:2
- Viktor Zuikov (→ 39:e plats)

## Judo
Herrarnas tungvikt
- Indrek Pertelson
  - Första omgången: förlorade mot Raymond Stevens  Storbritannien
  - Återkval, omgång 1: besegrade Radu Ivan  Rumänien
  - Återkval, omgång 2: besegrade Belarmino Salgado Martinez  Kuba
  - Återkval, omgång 3: besegrade Robert van de Walle  Belgien
  - Bronsmatch: förlorade mot Theo Meijer  Nederländerna

## Kanotsport
Herrarnas C-1 500 m
- Tiit Tikerpe – Kval, heat 3: 4:a 1:57,95 ; Återkval, heat 1: 2:a 1:56,24 Semifinal, heat 2: 9:a 2:06,24 (→ gick inte vidare)

Herrarnas C-1 1000 m
- Tiit Tikerpe – Kval, heat 3: 5:a 4:14,73 ; Återkval, heat 2: 3:a 4:05,05 Semifinal, heat 2: DQ (→ gick inte vidare)

## Modern femkamp
Herrarnas individuella tävling
- Imre Tiidemann – (Fäktning: 32:a, 34 vinster 796 poäng; simning: 38:a 3:28,2 1208 poäng; skytte: 184, 1030 poäng; löpning: 2:a 12:43,3, 1276 poäng; ridning: 57:a 670 poäng) Totalpoäng: 4980 poäng, (→ 39:e plats)

## Rodd
Herrarnas singelsculler
- Jüri Jaanson
  - Heat 2: 2:a 6,59,14
  - Återkval 3: 1:a 7,05,52
  - Semifinal 2: 2:a 6,53,40
  - Final A: 6:a 7,12,92 (→ 5:e plats)

Herrarnas dubbelsculler
- Roman Lutoškin och Priit Tasane
  - Heat 2: 4:e 6,44,79
  - Återkval 4: 2:a 6,38,58
  - Semifinal 2: 2:a 6,21,43
  - Final A: 4:a 6,21,43 (→ 4:e plats)

Herrarnas fyra utan styrman
- Marek Avamere, Vjatšeslav Divonin, Toomas Vilpart och Toomas Virkus
  - Heat 2: 5:a 6,27,97
  - Återkval 1: 5:a 6,30,63
  - Final C: 2:a 6,38,76 (→ 14:e plats)

## Segling
Herrarnas 470
- Tõnu Tõniste och Toomas Tõniste
  - 7 lopp: (10; 11; 7; 4; 6; 28; 2) Slutlig poäng: 68,70  (→  Brons)

Damernas europajolle
- Krista Kruuv
  - 7 lopp: (3; 8; 3; 9; 9; 6; 16) Slutlig poäng: 67,10 (→ 6:e plats)

Herrarnas lechner
- Kaijo Kuusing
  - 10 lopp: (PMS; 17; 8; 22; 24; 22; 21; 20; 16; 29) Slutlig poäng: 233 (→ 21:a plats)